# Marco Mosquera
Marco Mosquera (n. Esmeraldas, Ecuador; 3 de diciembre de 1984) es un futbolista ecuatoriano. Juega de volante y su actual equipo es Patrón Mejía de la Segunda Categoría de Ecuador.

## Estadísticas

### Clubes
Actualizado al último partido disputado el 24 de agosto de 2024.
| Club                                   | Temporada     | Liga  | Liga  | Copas nacionales | Copas nacionales | Copas internacionales | Copas internacionales | Total | Total |
| Club                                   | Temporada     | Part. | Goles | Part.            | Goles            | Part.                 | Goles                 | Part. | Goles |
| -------------------------------------- | ------------- | ----- | ----- | ---------------- | ---------------- | --------------------- | --------------------- | ----- | ----- |
| Universidad Católica · Ecuador         | 2003          | 2     | 2     | -                | -                | -                     | -                     | 2     | 2     |
| Universidad Católica · Ecuador         | 2004          | 27    | 0     | -                | -                | -                     | -                     | 27    | 0     |
| Universidad Católica · Ecuador         | 2005          | 24    | 0     | -                | -                | -                     | -                     | 24    | 0     |
| Universidad Católica · Ecuador         | 2006          | 27    | 1     | -                | -                | -                     | -                     | 27    | 1     |
| Universidad Católica · Ecuador         | 2007          | 36    | 1     | -                | -                | -                     | -                     | 36    | 1     |
| Universidad Católica · Ecuador         | 2008          | 26    | 1     | -                | -                | -                     | -                     | 26    | 1     |
| Universidad Católica · Ecuador         | 2009          | 25    | 2     | -                | -                | -                     | -                     | 25    | 2     |
| Barcelona S. C. · Ecuador              | 2010          | 2     | 0     | -                | -                | 0                     | 0                     | 2     | 0     |
| Barcelona S. C. · Ecuador              | Total club    | 2     | 0     | -                | -                | 0                     | 0                     | 2     | 0     |
| Universidad Católica · Ecuador         | 2011          | 37    | 1     | -                | -                | -                     | -                     | 37    | 1     |
| Universidad Católica · Ecuador         | Total club    | 204   | 8     | -                | -                | -                     | -                     | 204   | 8     |
| Liga de Loja · Ecuador                 | 2012          | 39    | 2     | -                | -                | 6                     | 0                     | 45    | 2     |
| Liga de Loja · Ecuador                 | Total club    | 39    | 2     | -                | -                | 6                     | 0                     | 45    | 2     |
| Liga Deportiva Universitaria · Ecuador | 2013          | 10    | 0     | -                | -                | 0                     | 0                     | 10    | 0     |
| Liga Deportiva Universitaria · Ecuador | Total club    | 10    | 0     | -                | -                | 0                     | 0                     | 10    | 0     |
| Olmedo · Ecuador                       | 2013          | 18    | 1     | -                | -                | -                     | -                     | 18    | 1     |
| Olmedo · Ecuador                       | 2014          | 38    | 0     | -                | -                | -                     | -                     | 38    | 0     |
| Olmedo · Ecuador                       | Total club    | 56    | 1     | -                | -                | -                     | -                     | 56    | 1     |
| El Nacional · Ecuador                  | 2015          | 31    | 1     | -                | -                | -                     | -                     | 31    | 1     |
| El Nacional · Ecuador                  | Total club    | 31    | 1     | -                | -                | -                     | -                     | 31    | 1     |
| Deportivo Cuenca · Ecuador             | 2016          | 32    | 1     | -                | -                | -                     | -                     | 32    | 1     |
| Deportivo Cuenca · Ecuador             | 2017          | 40    | 0     | -                | -                | 2                     | 0                     | 42    | 0     |
| Deportivo Cuenca · Ecuador             | 2018          | 40    | 1     | -                | -                | 6                     | 0                     | 46    | 1     |
| Deportivo Cuenca · Ecuador             | 2019          | 14    | 0     | 2                | 0                | -                     | -                     | 16    | 0     |
| Deportivo Cuenca · Ecuador             | Total club    | 126   | 2     | 2                | 0                | 8                     | 0                     | 136   | 2     |
| Aucas · Ecuador                        | 2019          | 17    | 1     | 3                | 0                | -                     | -                     | 20    | 1     |
| Aucas · Ecuador                        | Total club    | 17    | 1     | 3                | 0                | -                     | -                     | 20    | 1     |
| Mushuc Runa · Ecuador                  | 2020          | 26    | 0     | 0                | 0                | -                     | -                     | 26    | 0     |
| Mushuc Runa · Ecuador                  | 2021          | 26    | 0     | 0                | 0                | -                     | -                     | 26    | 0     |
| Mushuc Runa · Ecuador                  | 2022          | 14    | 0     | 0                | 0                | 2                     | 0                     | 16    | 0     |
| Mushuc Runa · Ecuador                  | Total club    | 66    | 0     | 0                | 0                | 2                     | 0                     | 68    | 0     |
| 9 de Octubre · Ecuador                 | 2022          | 10    | 0     | 4                | 0                | 0                     | 0                     | 14    | 0     |
| 9 de Octubre · Ecuador                 | Total club    | 10    | 0     | 4                | 0                | 0                     | 0                     | 14    | 0     |
| Aampetra · Ecuador                     | 2023          | 12    | 1     | -                | -                | -                     | -                     | 12    | 1     |
| Aampetra · Ecuador                     | Total club    | 12    | 1     | 0                | 0                | 0                     | 0                     | 12    | 1     |
| Deportivo Quevedo · Ecuador            | 2023          | 7     | 0     | -                | -                | -                     | -                     | 7     | 0     |
| Deportivo Quevedo · Ecuador            | Total club    | 7     | 0     | 0                | 0                | 0                     | 0                     | 7     | 0     |
| Patrón Mejía · Ecuador                 | 2024          | 22    | 1     | -                | -                | -                     | -                     | 22    | 1     |
| Patrón Mejía · Ecuador                 | Total club    | 22    | 1     | 0                | 0                | 0                     | 0                     | 22    | 1     |
| Total carrera                          | Total carrera | 602   | 17    | 9                | 0                | 16                    | 0                     | 627   | 17    |
| 1. 2.                                  |               |       |       |                  |                  |                       |                       |       |       |

## Palmarés

### Campeonatos nacionales
| Título             | Club         | País    | Año  |
| ------------------ | ------------ | ------- | ---- |
| Serie B de Ecuador | C. D. Olmedo | Ecuador | 2013 |